# Campeonato Mundial de Basquetebol Masculino de 1990
O Campeonato Mundial de Basquetebol Masculino de 1990 foi a 11ª edição do Campeonato Mundial de Basquetebol. Foi disputado na Argentina de 8 a 20 de agosto de 1990, organizado pela Federação Internacional de Basquetebol (FIBA) e pela Federação Argentina de Basquetebol. A fase final da competição foi realizada no Luna Park, Buenos Aires.
A Iugoslávia apareceu como a vencedora da competição. Após a partida final, o jogador de nacionalidade iugoslava Vlade Divac pegou uma bandeira croata de um torcedor, jogou no chão e pisou nela. O incidente colocou Divac em uma situação ruim com a maioria dos jogadores croatas. Esse foi o último Campeonato Mundial de que o país participou antes da dissolução. De suas repúblicas sucessoras, a Croácia competiu no Campeonato Mundial de Basquetebol de 1994, enquanto a República Federal da Iugoslávia foi banida por sanções das NU devido à sua atuação na Guerra da Iugoslávia.

## Locais de Competição
| Grupo                 | Cidade          | Arena                                    | Capacidades de 40000 miohoes |
| --------------------- | --------------- | ---------------------------------------- | ---------------------------- |
| Fase Final            | Buenos Aires    | Luna Park                                | 16,000                       |
| Grupo C               | Córdoba         | Polideportivo Municipal                  | 4,000                        |
| Grupo B               | Rosário         | Estadio Cubierto Newell's Old Boys       | 10,000                       |
| Fase de Classificação | Salta           | Estadio Ciudad de Salta Delmi            | 3,000                        |
| Grupo A               | Santa Fé        | Estadio de la Facultad Regional Santa Fe | 5,000                        |
| Grupo C               | Villa Ballester | Sociedad Alemana de Gimnasia             | 2,000                        |

## Equipes Participantes
As seguintes seleções competiram:
| Grupo A                                        | Grupo B                               | Grupo C                                           | Grupo D                                        |
| ---------------------------------------------- | ------------------------------------- | ------------------------------------------------- | ---------------------------------------------- |
| Porto Rico · Iugoslávia · Venezuela · Angola · | Brasil · Austrália · Itália · China · | Estados Unidos · Grécia · Espanha · Coreia do Sul | União Soviética · Argentina · Canadá · Egito · |

## Fase Preliminar
Os dois primeiros de cada grupo continuam na briga por medalhas.

### Grupo A
| Grupo A    |         |            |
| Iugoslávia | 92 – 84 | Venezuela  |
| Porto Rico | 78 – 75 | Angola     |
| Iugoslávia | 92 – 79 | Angola     |
| Porto Rico | 88 – 74 | Venezuela  |
| Porto Rico | 82 – 75 | Iugoslávia |
| Venezuela  | 83 – 77 | Angola     |

| Time          | Pts | V | D | PP  | PC  | SP  |
| ------------- | --- | - | - | --- | --- | --- |
| 1. Porto Rico | 6   | 3 | 0 | 248 | 224 | 24  |
| 2. Iugoslávia | 5   | 2 | 1 | 259 | 245 | 14  |
| 3. Venezuela  | 4   | 1 | 2 | 241 | 257 | -16 |
| 4. Angola     | 3   | 0 | 3 | 231 | 253 | -22 |

### Grupo B
| Grupo B   |           |           |
| Austrália | 106 – 85  | China     |
| Brasil    | 125 – 109 | Itália    |
| Brasil    | 138 – 95  | China     |
| Itália    | 94 – 89   | Austrália |
| Austrália | 69 – 68   | Brasil    |
| Itália    | 115 – 76  | China     |

| Time         | Pts | V | D | PP  | PC  | SP   |
| ------------ | --- | - | - | --- | --- | ---- |
| 1. Brasil    | 5   | 2 | 1 | 331 | 273 | 58   |
| 2. Austrália | 5   | 2 | 1 | 264 | 247 | 17   |
| 3. Itália    | 5   | 2 | 1 | 318 | 290 | 28   |
| 4. China     | 3   | 0 | 3 | 256 | 359 | -103 |

### Grupo C
| Grupo C        |           |               |
| Estados Unidos | 103 – 95  | Grécia        |
| Espanha        | 130 – 101 | Coreia do Sul |
| Estados Unidos | 146 – 67  | Coreia do Sul |
| Grécia         | 102 – 93  | Espanha       |
| Estados Unidos | 95 – 85   | Espanha       |
| Grécia         | 119 – 76  | Coreia do Sul |

| Time              | Pts | V | D | PP  | PC  | SP   |
| ----------------- | --- | - | - | --- | --- | ---- |
| 1. Estados Unidos | 6   | 3 | 0 | 344 | 247 | 97   |
| 2. Grécia         | 5   | 2 | 1 | 316 | 272 | 44   |
| 3. Espanha        | 4   | 1 | 2 | 308 | 298 | 10   |
| 4. Coreia do Sul  | 3   | 0 | 3 | 244 | 395 | -151 |

### Grupo D
| Grupo D         |          |           |
| União Soviética | 97 – 77  | Argentina |
| Canadá          | 83 – 68  | Egito     |
| Argentina       | 96 – 88  | Canadá    |
| União Soviética | 102 – 76 | Egito     |
| União Soviética | 90 – 81  | Canadá    |
| Argentina       | 82 – 65  | Egito     |

| Time               | Pts | V | D | PP  | PC  | SP  |
| ------------------ | --- | - | - | --- | --- | --- |
| 1. União Soviética | 6   | 3 | 0 | 289 | 234 | 55  |
| 2. Argentina       | 5   | 2 | 1 | 255 | 250 | 5   |
| 3. Canadá          | 4   | 1 | 2 | 252 | 254 | -2  |
| 4. Egito           | 3   | 0 | 3 | 209 | 267 | -58 |

## Segunda Fase
Os dois primeiros dos Grupos A e B avançam às Semifinais.

### Grupo A
| Grupo A        |           |                |
| Estados Unidos | 104 – 100 | Argentina      |
| Porto Rico     | 89 – 79   | Austrália      |
| Estados Unidos | 79 – 78   | Austrália      |
| Porto Rico     | 92 – 76   | Argentina      |
| Porto Rico     | 81 - 79   | Estados Unidos |
| Austrália      | 95 – 91   | Argentina      |

| Time              | Pts | V | D | PP  | PC  | SP  |
| ----------------- | --- | - | - | --- | --- | --- |
| 1. Porto Rico     | 6   | 3 | 0 | 262 | 234 | 28  |
| 2. Estados Unidos | 5   | 2 | 1 | 262 | 259 | 3   |
| 3. Austrália      | 4   | 1 | 2 | 252 | 259 | -7  |
| 4. Argentina      | 3   | 0 | 3 | 267 | 291 | -24 |

### Grupo B
| Grupo B         |           |                 |
| Iugoslávia      | 105 – 86  | Brasil          |
| União Soviética | 75 – 57   | Grécia          |
| Iugoslávia      | 100 – 77  | União Soviética |
| Grécia          | 103 – 88  | Brasil          |
| Iugoslávia      | 77 – 67   | Grécia          |
| União Soviética | 110 – 100 | Brasil          |

| Time               | Pts | V | D | PP  | PC  | SP  |
| ------------------ | --- | - | - | --- | --- | --- |
| 1. Iugoslávia      | 6   | 3 | 0 | 282 | 230 | 52  |
| 2. União Soviética | 5   | 2 | 1 | 262 | 257 | 5   |
| 3. Grécia          | 4   | 1 | 2 | 227 | 240 | -13 |
| 4. Brasil          | 3   | 0 | 3 | 274 | 318 | -44 |

### Grupo C
| Grupo C |           |               |
| Canadá  | 124 – 86  | Coreia do Sul |
| Itália  | 86 – 78   | Angola        |
| Itália  | 123 – 100 | Coreia do Sul |
| Canadá  | 82 – 80   | Angola        |
| Itália  | 110 - 81  | Canadá        |
| Angola  | 104 – 93  | Coreia do Sul |

| Time             | Pts | V | D | PP  | PC  | SP  |
| ---------------- | --- | - | - | --- | --- | --- |
| 1. Itália        | 6   | 3 | 0 | 319 | 259 | 60  |
| 2. Canadá        | 5   | 2 | 1 | 287 | 276 | 11  |
| 3. Angola        | 4   | 1 | 2 | 262 | 261 | 1   |
| 4. Coreia do Sul | 3   | 0 | 3 | 279 | 351 | -72 |

### Grupo D
| Grupo D   |           |           |
| Espanha   | 107 – 73  | Egito     |
| Venezuela | 100 – 96  | China     |
| Espanha   | 130 – 86  | China     |
| Venezuela | 103 – 101 | Egito     |
| Espanha   | 122 – 102 | Venezuela |
| China     | 95 – 87   | Egito     |

| Time         | Pts | V | D | PP  | PC  | SP  |
| ------------ | --- | - | - | --- | --- | --- |
| 1. Espanha   | 6   | 3 | 0 | 359 | 261 | 98  |
| 2. Venezuela | 5   | 2 | 1 | 305 | 319 | -14 |
| 3. China     | 4   | 1 | 2 | 277 | 317 | -40 |
| 4. Egito     | 3   | 0 | 3 | 261 | 305 | -44 |

## Fase Final

### 1º ao 4º lugar
|  | Semifinais      | Semifinais   |    |              | Final           | Final |  |
|  |                 |              |    |              |                 |       |  |
|  | Agosto , 1990   |              |    |              |                 |       |  |
|  | Porto Rico      | 82           |    |              |                 |       |  |
|  | União Soviética | 98           |    |              |                 |       |  |
|  |                 |              |    |              |                 |       |  |
|  |                 |              |    |              | Agosto, 1990    |       |  |
|  |                 |              |    |              | União Soviética | 75    |  |
|  |                 | Iugoslávia   | 92 |              |                 |       |  |
|  |                 |              |    |              |                 |       |  |
|  |                 |              |    |              |                 |       |  |
|  |                 |              |    |              | 3º lugar        |       |  |
|  | Agosto, 1990    | Agosto, 1990 |    | Agosto, 1990 | Agosto, 1990    |       |  |
|  | Iugoslávia      | 99           |    | Porto Rico   | 105             |       |  |
|  | Estados Unidos  | 91           |    |              | Estados Unidos  | 107   |  |

### 5º ao 8º lugar
|  | 5º ao 8º lugar | 5º ao 8º lugar |    |              | 5º lugar     | 5º lugar |  |
|  |                |                |    |              |              |          |  |
|  | Agosto, 1990   |                |    |              |              |          |  |
|  | Austrália      | 93             |    |              |              |          |  |
|  | Brasil         | 100            |    |              |              |          |  |
|  |                |                |    |              |              |          |  |
|  |                |                |    |              | Agosto, 1990 |          |  |
|  |                |                |    |              | Brasil       | 97       |  |
|  |                | Grécia         | 94 |              |              |          |  |
|  |                |                |    |              |              |          |  |
|  |                |                |    |              |              |          |  |
|  |                |                |    |              | 7º lugar     |          |  |
|  | Agosto, 1990   | Agosto, 1990   |    | Agosto, 1990 | Agosto, 1990 |          |  |
|  | Grécia         | 81             |    | Austrália    | 98           |          |  |
|  | Argentina      | 78             |    |              | Argentina    | 84       |  |

### 9º ao 12º lugar
|  | 9º ao 12º lugar | 9º ao 12º lugar |    |              | 9º lugar     | 9º lugar |  |
|  |                 |                 |    |              |              |          |  |
|  | Agosto, 1990    |                 |    |              |              |          |  |
|  | Itália          | 108             |    |              |              |          |  |
|  | Venezuela       | 100             |    |              |              |          |  |
|  |                 |                 |    |              |              |          |  |
|  |                 |                 |    |              | Agosto, 1990 |          |  |
|  |                 |                 |    |              | Itália       | 106      |  |
|  |                 | Espanha         | 83 |              |              |          |  |
|  |                 |                 |    |              |              |          |  |
|  |                 |                 |    |              |              |          |  |
|  |                 |                 |    |              | 11º lugar    |          |  |
|  | Agosto, 1990    | Agosto, 1990    |    | Agosto, 1990 | Agosto, 1990 |          |  |
|  | Espanha         | 84              |    | Venezuela    | 93           |          |  |
|  | Canadá          | 75              |    |              | Canadá       | 92       |  |

### 13º ao 16º lugar
|  | 13º ao 16º lugar | 13º ao 16º lugar |    |              | 13º lugar     | 13º lugar |  |
|  |                  |                  |    |              |               |           |  |
|  | Agosto, 1990     |                  |    |              |               |           |  |
|  | Angola           | 83               |    |              |               |           |  |
|  | Egito            | 70               |    |              |               |           |  |
|  |                  |                  |    |              |               |           |  |
|  |                  |                  |    |              | Agosto, 1990  |           |  |
|  |                  |                  |    |              | Angola        | 112       |  |
|  |                  | China            | 96 |              |               |           |  |
|  |                  |                  |    |              |               |           |  |
|  |                  |                  |    |              |               |           |  |
|  |                  |                  |    |              | 15° lugar     |           |  |
|  | Agosto, 1990     | Agosto, 1990     |    | Agosto, 1990 | Agosto, 1990  |           |  |
|  | China            | 122              |    | Egito        | 115           |           |  |
|  | Coreia do Sul    | 100              |    |              | Coreia do Sul | 117       |  |

## Prêmios
- CAMPEÃO: Iugoslávia: Dražen Petrović, Velimir Perasović, Zoran Čutura, Toni Kukoč, Žarko Paspalj, Jure Zdovc, Željko Obradović, Arijan Komazec, Vlade Divac, Zoran Savić, Radisav Ćurčić, Zoran Jovanović (Treinador: Dušan Ivković)

## Classificação Final
| Posição | Time            |
| ------- | --------------- |
| 1       | Iugoslávia      |
| 2       | União Soviética |
| 3       | Estados Unidos  |
| 4       | Porto Rico      |
| 5       | Brasil          |
| 6       | Grécia          |
| 7       | Austrália       |
| 8       | Argentina       |
| 9       | Itália          |
| 10      | Espanha         |
| 11      | Venezuela       |
| 12      | Canadá          |
| 13      | Angola          |
| 14      | China           |
| 15      | Coreia do Sul   |
| 16      | Egito           |

## Seleção do Campeonato
- Oscar Schmidt (Brasil)
- Toni Kukoč (Iugoslávia)
- Vlade Divac (Iugoslávia)
- Kenny Anderson (EUA)
- Fico Lopez (Porto Rico)

## Maiores Pontuadores (Média por Jogo)
1. Oscar Schmidt (Brasil) 35.5
2. Antonello Riva (Itália) 29.3
3. Panagiotis Giannakis (Grécia) 25.6
4. Andrew Gaze (Austrália) 24.3
5. Jordi Villacampa (Espanha) 23.2
6. Hur Jae (Coreia do Sul) 21.6
7. Drazen Petrovic (Iugoslávia) 21.5
8. Gabriel Estaba (Venezuela) 20.5
9. Valeri Tikhonenko (URSS) 19.2
10. Wang Fei (China) 18.8